# Vidas pequeñas
Vidas pequeñas és una pel·lícula dramàtica espanyola del 2010 dirigida per Enrique Gabriel. Fou estrenada a la Seminci de 2010. Es tracta d'un drama esperançador que tracta de realçar el valor de la vida malgrat les circumstàncies.

## Sinopsi
Un grup de persones marginades conviu durant uns dies al càmping "Vista Bella" als afores de Madrid, establint-se entre ells tot tipus de relacions i trobades. Entre ells destaquen la cèlebre dissenyadora Bárbara Helguera, en fallida per la mala gestió dels seus negocis i perseguida pels creditors, i Andrés, un anacoreta que treballa com a estàtua vivent en un hipermercat. També hi ha escriptors fracassats, firaires de pas (Salomé i Pradial), artistes anònims, perruqueres i treballadors en atur, tots ells amb conceptes radicalment diferents de la vida.

## Repartiment
- Asunción Balaguer
- Maite Blasco
- Txema Blasco... Gumersindo
- Francisco Boira	... Fede
- Alicia Borrachero	...	Mari Ángeles
- Laura Domínguez	...	Cristina
- Roberto Enríquez	...	Andrés
- Ana Fernández	...	Bárbara

## Premis
XX Premis de la Unión de Actores
| Categoria                | Persona               | Resultat |
| ------------------------ | --------------------- | -------- |
| Millor actor secundari   | Emilio Gutiérrez Caba | Nominat  |
| Millor actriu secundària | Alicia Borrachero     | Nominat  |